# Steve Rouiller
Steve Rouiller (* 10. Juli 1990 in Monthey) ist ein Schweizer Fussballspieler.

## Karriere
Rouiller begann seine Laufbahn in der zweiten Mannschaft des FC Sion. In drei Spielzeiten in der Reservemannschaft der Sittener kam er zu 65 Einsätzen in der damals drittklassigen 1. Liga, in denen er neun Tore erzielte. Zur Saison 2011/12 wechselte er zum Ligakonkurrenten FC Monthey. In drei Saisons absolvierte er 62 Partien in der dritt- und ab 2012/13 viertklassigen 1. Liga, wobei er siebenmal traf.
Im Sommer 2014 kehrte er zum FC Sion zurück. Am 25. Oktober 2014, dem 13. Spieltag, gab er beim 1:1 gegen den FC Basel sein Debüt in der erstklassigen Super League, als er in der Startelf stand. Bis Februar 2015 kam er meist in der ersten Mannschaft zum Einsatz. Daraufhin schloss er sich dem Zweitligisten FC Chiasso an. Er avancierte zum Stammspieler und verpasste in zwei Spielzeiten lediglich zwei Spiele der Südtessiner in der Challenge League. 
Im August 2016 unterschrieb er einen Vertrag beim Erstligisten FC Lugano. Nachdem er 2016/17 nur selten zum Einsatz gekommen war, etablierte er sich in der folgenden Saison unter Trainer Pierluigi Tami in der Innenverteidigung. Mit Lugano nahm er zudem an der Gruppenphase der UEFA Europa League teil. 
Zur Saison 2018/19 verpflichtete ihn der Zweitligist Servette FC. In seiner Premierensaison bei den Genfern verpasste er lediglich eine Ligapartie gelbgesperrt, Servette stieg schlussendlich als Meister in die Super League auf. In den folgenden Spielzeiten war Rouiller ebenfalls gesetzt und fungiert als Vertreter von Mannschaftskapitän Anthony Sauthier. 